# Дарюшшафака (станція метро)
41°7′48″ пн. ш. 29°1′31″ сх. д. / 41.13000° пн. ш. 29.02528° сх. д.
Дарюшшафака (тур. Darüşşafaka) — станція лінії М2 Стамбульського метрополітену. Відкрита 2 вересня 2010
Розташована під авеню Бююкдере в південній частині Шишлі. До 29 жовтня 2011 року була кінцевою на лінії М2.
Конструкція — Трипрогінна станція мілкого закладення з однією острівною платформою.
Пересадки — на автобус 29M2 та маршрутки Сариєр-Бешикташ, Зинджирлікую-Бахчекьой
|                    | Колія 2                   | ← до Єнікапи (Ататюрк Ото Санаї) |
| Острівна платформа |                           |                                  |
| Колія 1            | до Хаджиосман (кінцева) → |                                  |